# Pseudoferania polylepis
Pseudoferania polylepis — вид змій родини гомалопсових (Homalopsidae). Мешкає в Австралії і на Новій Гвінеї. Це єдиний представник монотипового роду Pseudoferania. Умовно отруйна змія (реальної небезпеки для людини не становить). 

## Поширення і екологія
Pseudoferania polylepis мешкають на півночі Австралії (Північна Територія, Квінсленд) та на півдні Нової Гвінеї. Вони живуть в лагунах, на болотах, на берегах річок, біллабонгів та інших водно-болотних угідь. Рідко покидають воду, ховаються серед плаваючої рослинності. Живляться ракоподібними, рибою, жабами та пуголовками.